# Kluczno
Kluczno – przysiółek wsi Kamińsko w Polsce położony w województwie śląskim, w powiecie kłobuckim, w gminie Przystajń.
Przysiółek położony nad Liswartą, przy granicy z powiatem lublinieckim. Do roku 1918 w zaborze rosyjskim, znany także wówczas pod nazwą "Pustkowie Polskie".
W okresie międzywojennym w przysiółku stacjonowała placówka Straży Celnej „Kluczno”, a po przekształceniach placówka Straży Granicznej I linii „Kluczno”.
W latach 1975–1998 przysiółek administracyjnie należał do województwa częstochowskiego.